# Dirk Coster (schrijver)

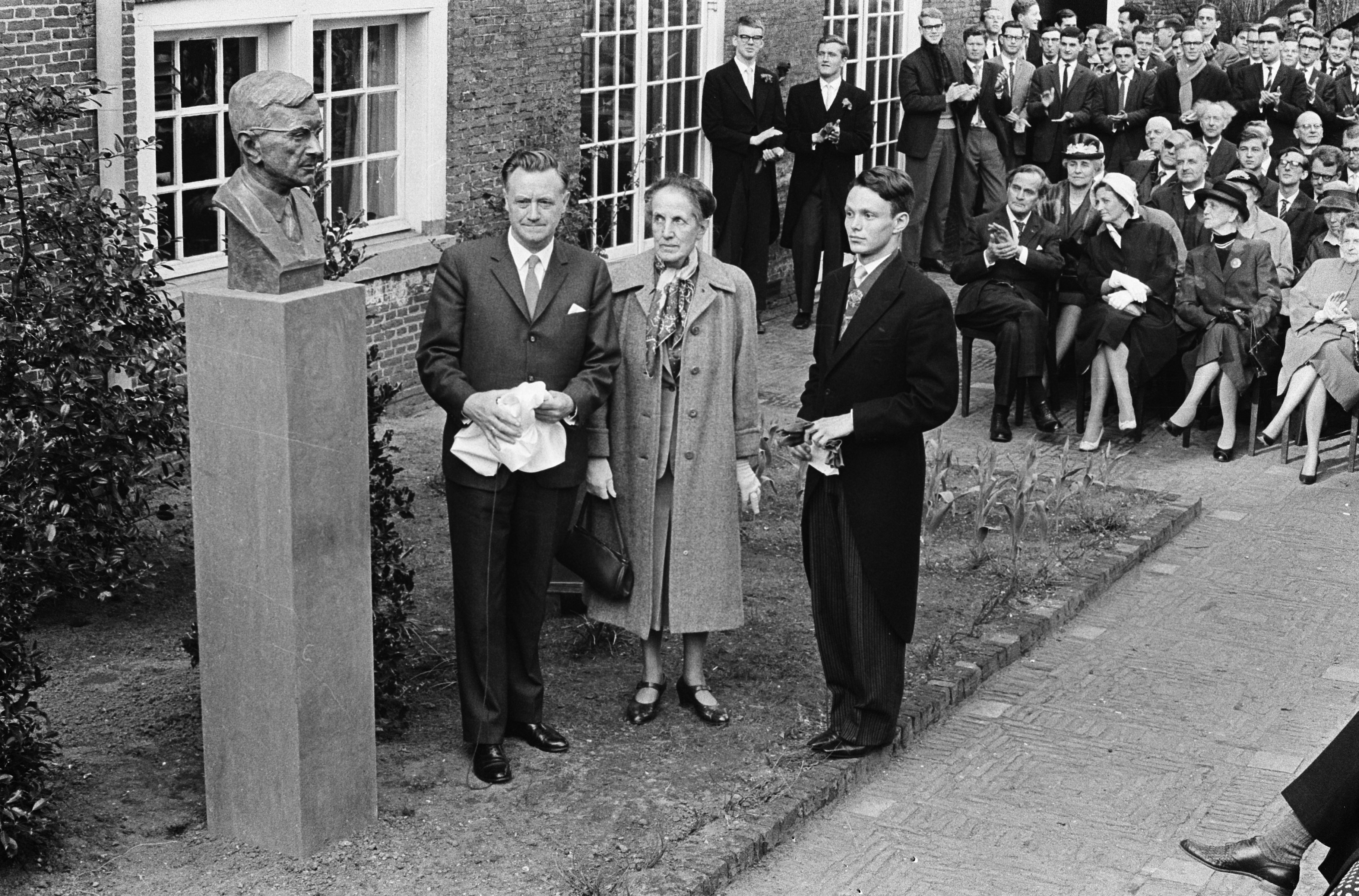
Onthulling borstbeeld (Delft, 1963)

Dirk Coster (Delft, 7 juli 1887 - aldaar, 8 oktober 1956) was een Nederlands essayist, criticus en toneelschrijver.

## Levensloop
Coster begon met zestien jaar bij de De Groene Amsterdammer. Naar aanleiding van zijn boek Werk en wezen der kritiek ontstond er in 1912 een polemiek tussen Coster en Willem Kloos. Zijn werk wordt zowel geroemd als verguisd. Bij de redactie van het in de jaren dertig toonaangevende literaire tijdschrift Forum kon hij geen goed doen en E. du Perron schreef het kritische Uren met Dirk Coster. Later nam hij daar iets van terug, omdat hij hem erkende als een medestrijder tegen het nationaalsocialisme. Na de Tweede Wereldoorlog was Costers rol op het literaire toneel uitgespeeld. In 1954 kreeg hij een eredoctoraat van de Universiteit van Amsterdam.

## Dirk Coster en Guido Gezelle
Dirk Coster was, samen met enkele andere vooraanstaande Nederlanders, een bewonderaar van Guido Gezelle en zijn oeuvre.
In 1932 verzorgde hij de inleiding van het deel van de Verzamelde Werken, de Jubileumuitgave, gewijd aan het prozaverhaal Van den kleenen hertog.

## Eerbetoon
In 1963 werd in de tuin van het Meisjeshuis op de hoek van het Oude Delft en de Boterbrug in Delft een borstbeeld van Coster geplaatst, aangeboden door Katholieke Studenten Vereniging Sanctus Virgilius en vervaardigd door de Delftse kunstenaar Henk Etienne.
Het Dirk Costerplein in de wijk Voorhof in Delft is naar hem vernoemd.

## Prijzen
- 1926 - C.W. van der Hoogt-prijs voor Verzameld Proza
- 1953 - Marianne Philips-prijs voor zijn gehele oeuvre